# 6467 Prilepina
6467 Prilepina (1979 TS2) là một tiểu hành tinh vành đai chính được phát hiện ngày 14 tháng 10 năm 1979 bởi N. S. Chernykh ở Nauchnyj.